# Arthroleptis tuberosus
Arthroleptis tuberosus és una espècie de granota que viu al Camerun, República del Congo, República Democràtica del Congo i, possiblement també, a la República Centreafricana, Guinea Equatorial i Gabon.
Està amenaçada d'extinció per la pèrdua del seu hàbitat natural.